# Max Theodor Hayn
Max Theodor Hayn (* 12. September 1809 in Breslau; † 21. Juni 1888 in Hamburg) war ein deutscher Kaufmann und Hamburger Senator, der 1887 auch als 2. Bürgermeister der Stadt amtierte.

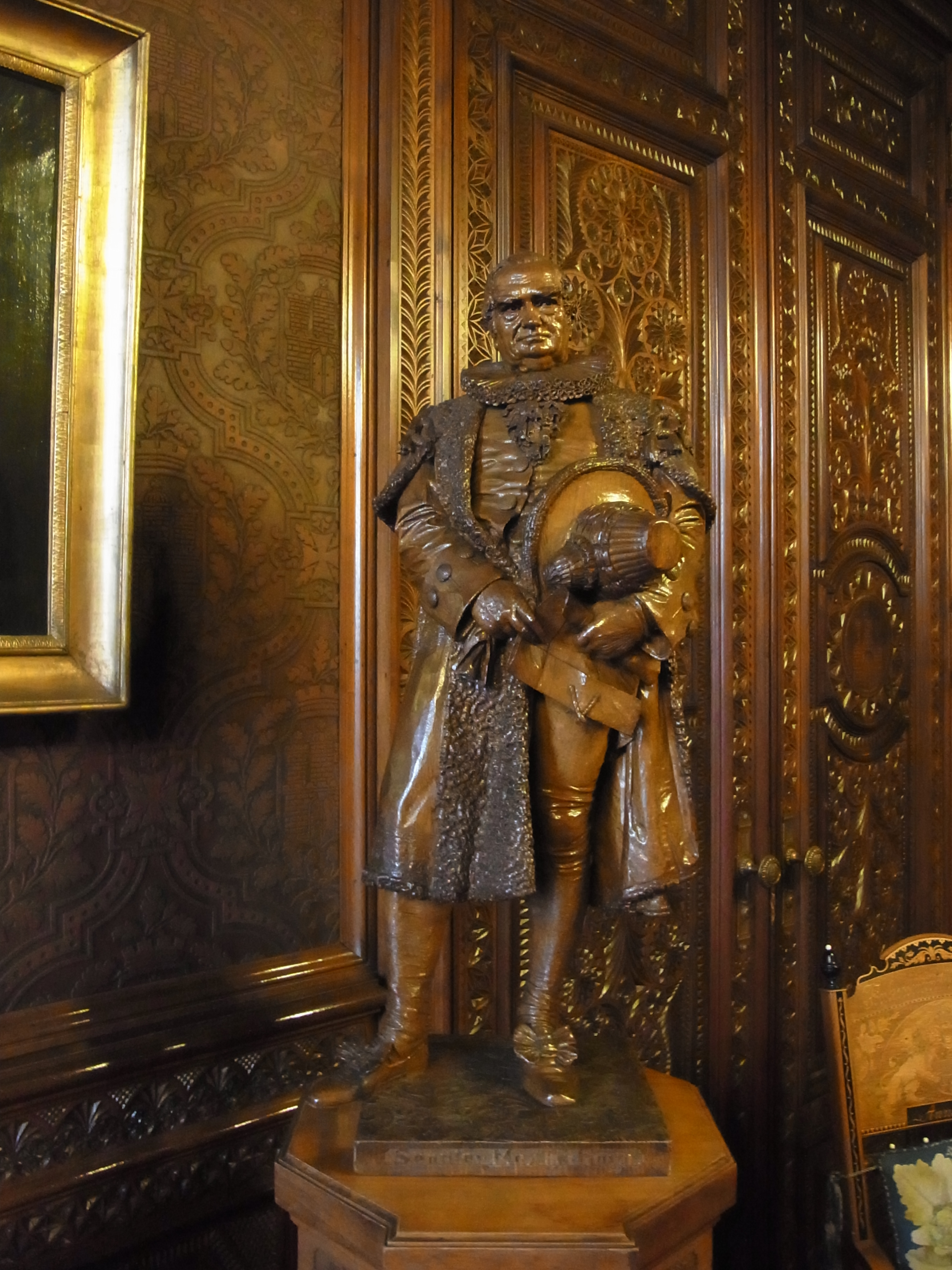
87 cm hohe Büste von Senator Hayn – 1888 geschnitzt von Aloys Denoth – im Waisenzimmer des Hamburger Rathauses

## Leben
Hayn machte eine kaufmännische Ausbildung und kam 1833 nach Hamburg. Er wurde bald Partner von Robert Kayser und Teilhaber in der Handelsfirma Kayser, Hayn & Co. und war für diese die folgenden 10 Jahre sehr erfolgreich in Mazatlán tätig. Er war in Mexiko auch als preußischer Konsul tätig. Kayser, Hayn & Co. wurde 1843 liquidiert und dafür die Firma Kunhardt, Kayser & Hayn mit Sitz in Valparaíso gegründet. Vermögend geworden, kehrte er nach Hamburg zurück und erlangte 1844 das hamburgische Großbürgerrecht.
Hayn war auch in Hamburg weiterhin kaufmännisch tätig, so in der 1846 in Hamburg gegründeten Firma Kunhardt, Kayser & Hayn aus der Hayn 1854 ausstieg. 1849 wurde Kunhardt, Kayser & Hayn in Valparaíso aufgelöst. Hayn engagierte sich auch in der Hamburger Kommunalverwaltung. Aufgrund dieses Engagement wurde Hayn als Nachfolger für den verstorbenen Johann Martin Jenisch am 16. März 1857 in den Hamburger Rath kooptiert.
Hayn, dessen Einstellung als liberal galt, befürwortete die Reform des Rathes zum Senates, die 1860–61 stattfand und war in den folgenden Jahren eine wesentliche Stütze des Senats. Er hatte für einen kaufmännischen Senator vergleichsweise wichtige Ämter inne:
Er leitete einige Zeit die Baudeputation, wirkte als Präses der Finanzdeputation während der häufigen krankheitsbedingten Abwesenheit von Octavio Schroeder. Außerdem amtierte er sehr lange als Vorsitzender der Militärkommission und hatte in diesem Zusammenhang oft mit den Befehlshabern des IX. Armee-Korps zu tun.
Er pflegte zudem eine für damalige Hamburger Verhältnisse ungewöhnlich enge Verbindung zum damaligen preußischen Gesandten in Hamburg Emil von Richthofen. In den letzten Jahren seiner Amtszeit wirkte Hayn vor allem in der Waisenhausverwaltung, bevor er, nach dem Tod Gustav Heinrich Kirchenpauers, innerhalb des Senats zum 2. Bürgermeister gewählt wurde.
Hayn amtierte in diesem Amt vom 14. März bis zum 31. Dezember 1887. Es war äußerst ungewöhnlich und eine hohe Ehre, dass er als dienstältester kaufmännischer Senator dieses Amt erreichte.
Die außergewöhnliche Situation entstand vor allem dadurch, dass Kirchenpauer und Hermann Anthony Cornelius Weber gerade verstorben waren, Carl Friedrich Petersen kein Amt übernehmen durfte, weil er gerade 2 Jahre amtiert hatte und Johannes Versmann Erster Bürgermeister geworden war. Die verbleibenden juristischen Senatoren waren entweder zu unerfahren oder in ihren Ämtern nicht abkömmlich.
Senator Hayn war der Schutzherr der Hamburger Waisenhäuser. Deshalb steht die zum Gedenken an den verstorbenen Hayn von Aloys Denoth 1888 aus einem einzigen Eichenholzblock geschnitzte Figur im sog. Waisenzimmer des Hamburger Rathauses.
Seit 1890 erinnert die Haynstraße im Hamburger Stadtteil Eppendorf an den Senator, ferner Hayns Park und Hayns Parkbrücke, zwischen Alster und Eppendorfer Mühlenteich gelegen. Hier hatte Hayn seinen Landsitz.

## Sonstiges
Hayn galt als geborener Preuße in Hamburg lange als ein Außenseiter, da er auch entgegen dem üblichen Brauch 1846 eine Frau aus Breslau geheiratet hatte. Erst mit großen Anstrengungen gelang es ihm und seiner Frau, Zugang zu den tonangebenden gesellschaftlichen Kreisen zu finden und sich dort an erster Stelle zu etablieren. Hayn war durch seine reichen Mittel in der Lage, ein Haus zu machen, und vertrat dadurch den Senat in würdigster Weise. Jeder höhere Beamte, Richter, Offizier, der Ihm einen Besuch machte, war sicher eingeladen zu werden(...)